# Алис Кълън
Алис Кълън (на английски: Alice Cullen) е една от главните героини в книгите и филмите от поредицата „Здрач“ на Стефани Майър. Тя е сестрата на Едуард Кълън, основен персонаж във всички творби. Във филма тази роля играе Ашли Грийн. Със своите способности да вижда бъдещето неведнъж спасява живота на много от героите.